# Igelösa och Odarslövs landskommun
Igelösa och Odarslövs landskommun var en tidigare  kommun i dåvarande Malmöhus län.

## Administrativ historik
När 1862 års kommunalförordningar trädde i kraft den 1 januari 1863 bildades över hela landet cirka 2 400 landskommuner. I normalfallet utgjorde varje socken en kommun och tillika en församling. Vissa avvikelser förekom dock. Denna kommun bestod av de båda socknarna Igelösa och Odarslöv i Torna härad i Skåne. Namnet var inledningsvis Igelösa och Västra Odarslövs landskommun.
Vid kommunreformen 1952 upplöstes den och området gick upp i då nybildade Torns landskommun. Denna i sin tur gick upp i Lunds stad år 1967 och är nu en del av Lunds kommun.

## Politik

### Mandatfördelning i valen 1942-1946
| 6 | 9 |

| 15 |

| 7 | 8 |

| 15 |